# 青杉城
青杉城（あおすぎがじょう）は、石見国邑智郡佐波荘（島根県邑智郡美郷町高山）にあった日本の城（山城）。戦国期の佐波氏の居城。

## 概要
石見国邑智郡佐波荘の国人領主であった佐波氏の居城。約250年の長きにわたって佐波氏の居城となった。

## 構造
標高494メートルの青杉ヶ山山頂に築かれた山城で、南方を除く三方を江の川に囲まれ、天然の外堀を成している。南北の尾根には支城の丸屋城・安右エ門城が築かれている。山頂部に主郭があり、その他に腰曲輪や曲輪が連なる階郭式の山城の特徴を備えている。
江の川に面した一角には、見張城としての比丘尼城の跡があり、佐波氏を祀る小さな神社がある。

## 沿革
鎌倉時代末期に地頭に任じられた三善顕連は、地名より「佐波顕連」と氏を改めた。元弘3年（1333年）、後醍醐天皇が挙兵すると、顕連は後醍醐天皇側に味方した。建武の新政後足利尊氏の反乱によって南北朝時代に突入、混迷の時代を迎えると、顕連は防衛力の強化に迫られて青杉城を築城した。 
しかし、南朝:正平5年/北朝:観応元年（1350年）に、北朝側の名将高師泰が城を攻撃し、約1ヶ月の攻防戦の後に青杉城は落城。佐波顕連は自害したとも、討死したとも言われている。なお、この時に佐波氏の再起を期した家臣によって埋蔵金が埋められたという伝承が残る。
その子、佐波実連は北朝に帰順して、佐波氏の存続に成功する。
佐波氏は戦国時代は尼子氏に従うも、尼子氏が滅亡すると毛利氏に従属する。安土桃山時代末期に佐波氏は備後国東城の五品嶽城を領したため、青杉城は廃城になったとも、吉川氏の属城になったとも言われ、佐波氏の居城としての役目を終えた。
慶長5年（1600年）の関ヶ原の戦いの後、毛利氏が防長2ヶ国に減封されると、青杉城も廃城になったと思われる。

## 交通アクセス
- 西日本旅客鉄道（JR西日本）三江線浜原駅から徒歩60分。かつて麓の信喜集落からの登山道があったが現在は荒れ果て、遭難の可能性があるので注意が必要である。